# Dignità autonome di prostituzione
Dignità autonome di prostituzione è uno spettacolo teatrale di Luciano Melchionna, tratto dall'omonimo format di Betta Cianchini e Melchionna stesso.
Lo spettacolo è stato definito dall'autore stesso un "bordello", una "casa chiusa" dell'arte, dove l'attore è alla mercé dell'avventore di turno.
Lo spettacolo, infatti, pone il luogo scenico come un postribolo per lo spettatore/cliente che munito di "dollarini", il denaro locale ricevuto con il biglietto d'ingresso, paga le performance degli attori/prostitute scelti, contrattando direttamente con loro o con le maitresses tenutarie della casa. In parole semplici gli attori "vendono" i propri monologhi, la propria arte. Gli spettatori in sala vengono circondati e presi, "rubati" agli altri, già prima ancora di sedersi in platea.

## I personaggi
I personaggi più importanti sono:
- Il macellaio (testo di Luciano Melchionna/melodia di Momo): colpevole di aver minimizzato e ridotto in miseria l'arte e la cultura dell'Italia, viene accusato da tutte le altre figure in un canto corale sul palco.
- Un'Altra (scritto e diretto da Luciano Melchionna): interpretato da Giorgia Trasselli
- L'Inquisitore: diretto da Luciano Melchionna e interpretato da David Gallarello che introduce questo classico della letteratura senza guardare mai negli occhi: Il grande inquisitore tratto da I fratelli Karamazov di Dostoevkij.
- Il Nella (scritto e diretto da Luciano Melchionna): interpretato da Gianluca Merolli che si regala al suo pubblico generosamente.
- "Lia secondo Manlio" ovvero "La direttrice" (scritto e diretto da Luciano Melchionna): Chiede al suo pubblico di indignarsi, di agire, di lottare e di far sentire la propria voce. È stata interpretata da Sandro Giordano, Michael Schermi e Daniele Russo.
- Federica Stefanelli diretta da Luciano Melchionna, recita La Giulietta un estratto dal Giulietta e Romeo.
- Nella Tirante sempre per la regia del Melchionna interpreta Il fantasma dall'atto unico "All'uscita" di Pirandello.
- Ilaria Spada e Nadia Mocci e Irene Grasso hanno interpretato La ritrattista monologo scritto e diretto dal Melchionna.

## Recensioni
Su saltinaria.it Romina Attianese scrive: "Uno spettacolo della durata di cinque ore, che non si esaurisce in una sola serata e che non è mai replica di se stesso, fa sì che ogni spettatore che abbandona il teatro si riprometta di tornare ancora, stavolta senza tacchi e borse ingombranti, perché si cammina, si corre e ci si arrampica per scale e soffitte"
"Alle persone, poche persone, che ho visto abbandonare con il volto contrito il teatro, perché questo non è uno spettacolo (cit.) riesco solo a dire che Melchionna ed il suo strepitoso cast diventano un'ossessione per chi li ha scoperti, il coraggio di chi un sogno lo ha visto e non soffocato, la forza di chi possiede il presente.""
Teatro.org da 5/5 e sulla recensione di Alessandro Paesano si legge: "Non fatevi dunque sfuggire l'occasione di veder uno spettacolo che restituisce al teatro tutta la dignità che da più parti gli si sta togliendo. E se oltre all'entusiasmo galvanizzante col quale uscirete dopo averlo visto scoprirete dentro di voi anche indignazione per quanto sta accadendo in Italia sul fronte culturale, urlate, fate sentire la vostra voce, dite a quante più persone potete di venire a vedere lo show. Perché, come diceva Giorgio Gaber, libertà è partecipazione."
Su "cultmedia.it" Lorenza Fruci riassume, dicendo semplicemente: "raccontare “Dignità autonome di prostituzione” non è impresa facile."

## Accoglienza
Lo spettacolo, replicato dal 2007 al 2014, ottiene successo al Teatro Franco Parenti di Milano, al Teatro Quirino, al Teatro Italia e Castello della Cervelletta di Roma. Successivamente il cast viene invitato alla XXXI edizione del Festival Internazionale Benevento Città Spettacolo, al Festival Internazionale di Teatro di Tarragona (Spagna) e al XXXII edizione del Festival La Versiliana ottenendo (soprattutto in quest'ultimo) un gran riscontro di pubblico e critica.. Le 18 repliche del 2011, al teatro Bellini di Napoli, hanno ottenuto un buon risultato anche nella città partenopea. In questa città ci sono state delle repliche anche nel 2014 e nel 2015.

## Riconoscimenti[5]
- Golden Graal per l'idea e per la regia (2008)
- Golden Graal 2008 per la miglior attrice a Betta Cianchini (2008)
- Candidatura al Premio ETI - Olimpici del teatro come miglior spettacolo d'innovazione (2009)